# サウスポー・グラマー
『サウスポー・グラマー』（Southpaw Grammar）は、モリッシーが1995年に発表した5作目のスタジオ・アルバム。

## 背景
「ザ・ティーチャーズ・アー・アフレイド・オブ・ピューピルズ」は11分を超える大作で、モリッシーは「ヴァン・ダー・グラフ・ジェネレーターの未完成の曲を引き継ぐようなつもりで作った」と語っている。本作のジャケットには、左利きのアメリカ人ボクサー、Kenny Laneの写真（『ザ・リング』誌1963年4月号より転載）が使用された。

## 反響・評価
全英アルバムチャートでは4週トップ100入りし、最高4位を記録した。本作からのシングル「ダガンハム・デイヴ」は全英26位、続く「ザ・ボーイ・レイサー」は全英36位に達した。アメリカでは『ユア・アーセナル』（1992年）、『ヴォックスオール・アンド・アイ』（1994年）ほどの成功を収められず、Billboard 200では最高66位に終わり、全米トップ40入りを逃した。
Stephen Thomas Erlewineはオールミュージックにおいて5点満点中2.5点を付け「『ヴォックスオール・アンド・アイ』がモリッシーの成熟ぶりを示した作品だとすれば、『サウスポー・グラマー』は、より粗削りで混乱した面を示しているように聴こえる」と評している。また、Richard Cromelinは1995年9月16日付の『ロサンゼルス・タイムズ』紙において4点満点中3点を付け「ビートルズ、スペクター、モリコーネの如きオーケストレーションによる、過剰に仰々しいイントロダクションで始まるが、何とか失敗に終わらずに済んでいる」「プロデューサーのスティーヴ・リリーホワイトとモリッシーのバンドは、ロックの攻撃性とポップの楽天性を融合し、活力に満ちた音楽的冒険を繰り広げている」と評している。

## 収録曲
特記なき楽曲はモリッシーとアラン・ホワイトの共作。
1. ザ・ティーチャーズ・アー・アフレイド・オブ・ザ・ピューピルズ "The Teachers Are Afraid of the Pupils" (Morrissey, Boz Boorer) – 11:20
2. リーダー・ミート・オーサー "Reader Meet Author" (Morrissey, B. Boorer) – 3:43
3. ザ・ボーイ・レイサー "The Boy Racer" – 4:46
4. ジ・オペレイション "The Operation" – 6:53
5. ダガンハム・デイヴ "Dagenham Dave" – 3:16
6. ドゥ・ユア・ベスト・アンド・ドント・ウォーリー "Do Your Best and Don't Worry" – 4:07
7. ベスト・フレンド・オン・ザ・ペイロール "Best Friend on the Payroll" – 3:43
8. サウスポー "Southpaw" – 10:01

### 2009年リマスターCD
1. "The Boy Racer" - 4:45
2. "Do Your Best and Don't Worry" - 4:07
3. "Reader Meet Author" (Morrissey, B. Boorer) - 3:40
4. "Honey, You Know Where to Find Me" (Morrissey, B. Boorer) - 2:55
5. "Dagenham Dave" - 3:14
6. "Southpaw" - 10:00
7. "Best Friend on the Payroll" - 3:44
8. "Fantastic Bird" - 2:51
9. "The Operation" - 6:51
10. "The Teachers Are Afraid of the Pupils" (Morrissey, B. Boorer) - 11:20
11. "You Should Have Been Nice to Me" (Morrissey, B. Boorer) - 3:55
12. "Nobody Loves Us" - 4:50

## 参加ミュージシャン
- モリッシー - ボーカル
- アラン・ホワイト - ギター、バッキング・ボーカル
- ボズ・ブーラー - ベース(on #6)、ギター
- ジョニー・ブリッジウッド - ベース
- スペンサー・ジェイムス・コブリン - ドラムス